# Legija (demoni)
Legija, biblijsko ime za skupinu demona koje je Isus Krist uspio otjerati iz duše pobožnog Gerazenca.

## Markovo evanđelje
Kad je Isus Krist došao u kraj gerazenski, susreo je čovjeka kojeg je opsjednuo Legija. Stanovao je u grobnim špiljama i bio je neukrotiv; u više navrata vezivali su ga okovima i lancima, ali svaki put bi se oslobodio. Isus ga je istjerivao iz Gerazenca, a on je preklinjao za milost. Legija je zamolio Isusa da pobjegne u krdo svinja, što mu je Isus dopustio. Oko dvije tisuće svinja palo je s brijega u more i utopilo se. Gerazenac je htio postati Isusov učenik, ali Isus mu je rekao da prenese svima što se dogodilo. Gerazenac je prepričavao događaje u Dekapolisu i svi su mu se divili.

## Značenje imena
U tadašnjem smislu, legija je bila najveća vojna postrojba u rimskoj vojsci, te je uglavnom brojala 5.000 vojnika. Kad je Legija rekao svoje ime, otkrio je da je u Gerazenčevu tijelu boravilo više tisuća demona. Pošto je Legija kasnije ušao u 2.000 svinja, to je najvjerojatniji broj demona. Velik broj demona pokazuje zašto je čovjek imao neukroćenu prirodu i veliku snagu, koja se ipak nije mogla mjeriti s Božjom.